# Unentgeltliche Wertabgabe
Als unentgeltliche Wertabgabe wird im deutschen Umsatzsteuerrecht die Abgabe eines Gegenstandes oder einer Leistung bezeichnet, wenn keine Gegenleistung vereinbart ist oder die Wertabgabe in den Privatbereich erfolgt. Weil eine Lieferung oder Leistung der Umsatzsteuer grundsätzlich nur unterliegt, wenn ein Leistungsaustausch stattfindet, ist es aus Gründen der Gleichmäßigkeit der Besteuerung erforderlich, dass unentgeltliche Wertabgaben in gleicher Weise besteuert werden. Im Ergebnis wird der Vorsteuerabzug, der beim Erwerb des Gegenstandes oder der bezogenen Leistung für das Unternehmen eingetreten ist, rückgängig gemacht.

## Entstehungsgeschichte
Die unentgeltliche Wertabgabe hat den früheren Eigenverbrauch als Besteuerungstatbestand ab dem 1. April 1999 abgelöst. Die frühere Regelung entsprach nicht mehr den Vorgaben der 6. EG-Richtlinie (jetzt: Mehrwertsteuer-Systemrichtlinie) weil die Eigenverbrauchsbesteuerung nicht an die vorherige Berechtigung zum Vorsteuerabzug anknüpfte. Die Bezeichnung Eigenverbrauch passte zudem nicht zu Wertabgaben an Dritte, wie z. B. Arbeitnehmer und Gesellschafter.

## Formen der unentgeltlichen Wertabgabe
Das deutsche Umsatzsteuergesetz unterscheidet zwischen unentgeltlichen Wertabgaben, die einer Lieferung gleichgestellt sind (§ 3 Abs. 1b UStG) und unentgeltlichen Wertabgaben, die einer sonstigen Leistung (§ 3 Abs. 9a UStG) gleichgestellt sind. Typisches Beispiel für den ersten Fall ist die Entnahme von Waren für den privaten Bedarf des Unternehmers. Typisches Beispiel für die einer unentgeltlichen sonstigen Leistung gleichgestellte Wertabgabe ist die private Nutzung eines betrieblichen Pkw.
Abzugrenzen ist die unentgeltliche Wertabgabe vom ertragsteuerlichen Begriff der Privatentnahme.

## Verhältnis zum Vorsteuerabzug
Die einer Lieferung gleichgestellten unentgeltlichen Wertabgaben und die einer sonstigen Leistung gleichgestellten Wertabgaben in Form von Verwendung eines Gegenstandes setzen voraus, dass die mit der Wertabgabe verbundenen Aufwendungen zum Vorsteuerabzug berechtigt haben. Die Berechtigung zum Vorsteuerabzug ist lediglich bei den den sonstigen Leistungen gleichgestellten Wertabgaben, die keine Verwendung eines Gegenstandes betreffen, kein notwendiges Kriterium.
Die Berechtigung zum Vorsteuerabzug setzt voraus, dass die Leistung für den unternehmerischen Bereich des Unternehmers bezogen wurde. Da unentgeltliche Wertabgaben selbst mangels Entgeltlichkeit jedoch nicht zur unternehmerischen Tätigkeit rechnen, ist bereits bei Leistungsbezug der Vorsteuerabzug zu versagen, wenn die Verwendung für eine unentgeltliche Wertabgabe beabsichtigt wäre. Eine unentgeltliche Wertabgabe entsteht deshalb grundsätzlich nur, wenn die Verwendung einer Eingangsleistung für einen entgeltlichen Ausgangsumsatz zunächst beabsichtigt war und sich erst nachträglich herausstellt, dass die Eingangsleistungen für eine unentgeltliche Wertabgabe verwendet werden. Ist bereits bei Leistungsbezug klar, dass die bezogene Leistung unentgeltlich abgegeben werden soll, liegt keine Berechtigung zum Vorsteuerabzug vor, so dass es in diesen Fällen nicht zu einer unentgeltlichen Wertabgabe kommt.

## Bewertung
Die Bewertung (Bemessungsgrundlage) der unentgeltlichen Wertabgaben regelt § 10 Abs. 4 UStG. Danach sind bei den Lieferungen gleichgestellten Wertabgaben der Einkaufspreis mit Nebenkosten oder ersatzweise die Selbstkosten anzusetzen. Bei den Wertabgaben, die den sonstigen Leistungen gleichgestellt sind, dienen die bei der Ausführung entstandenen Ausgaben als Bemessungsgrundlage. Bei Wertabgaben in Form der Verwendung eines Gegenstandes jedoch nur soweit die Ausgaben zum Vorsteuerabzug berechtigt haben. Abschreibungen werden nicht nach den ertragssteuerlichen Abschreibungssätzen einbezogen. Maßgeblich sind stattdessen die Vorsteuerberichtigungszeiträume nach § 15a UStG (10 Jahre für Grundstücke und Gebäude, 5 Jahre für übrige Gegenstände), wenn die Anschaffungs- oder Herstellungskosten mindestens 500 Euro betragen.